# راديو دوزيم
راديو 2M أو راديو دوزيم هي محطة إذاعية مغربية ظهرت على الهواء في يناير عام 2004. كإذاعة موسيقية، لكنها تسعى إلى أن تصبح عامة.

## ترددات
بعض ترددات FM:
- الدار البيضاء: 93.1 ميغاهيرتز
- الرباط: 93.5 ميغاهيرتز
- طنجة: 93.3 ميغاهيرتز
- كلميمة: 93.2 ميغاهيرتز
- وجدة: 93.5 ميغاهيرتز
- مراكش: 93.8 ميغاهيرتز
- أكادير: 93.1 ميغاهيرتز

## وصلات خارجية
- الموقع الرسمي